# Петер Хари Карстенсен
Петер Хари Карстенсен (на немски: Peter Harry Carstensen) (роден на 12 март, 1947 година) е германски политик, министър-председател на провинция Шлезвиг-Холщайн, Германия, представител на Християн-демократическия съюз (ХДС).

## Биография
След завършването на училище през 1966 година Петер Карстенсен следва агрономия през 1968 година. Завършва като квалифициран аграрен инженер през 1973 година.
Работил е като учител на селското стопанство в Земеделска гимназия, а също и като съветник по икономика на земеделието в министерство на провинция Шлезвиг-Холщайн до 1983 година.
Карстенсен има 2 дъщери. От ноември 2005 до октомври 2006 е президент на Бундесрата.